# 4 REAL
『4 REAL』（フォー・リアル）は、Crystal Kayの4枚目のオリジナルアルバム。

## 概要
- 前作のアルバムから約1年ぶりとなる。
- アルバムタイトルとは、4枚目のアルバムであると、彼女は学校でよく使っている「マヂで!?」という意味の「for real」を引っ掛けて名づけられた[1]。
- リリース発売同日に韓国で初の海外ライヴを行なった。

## 収録曲
1. Boyfriend -part II-
2. I LIKE IT
3. nice and slow
4. I'm Not Alone
5. What Time Is It?
6. Candy
7. Can't be Stopped
8. lead me to the end
9. 片想い
10. OVER THE RAINBOW
11. DO U LIKE IT? （by Fantastic Plastic Machine） Extended Mix